# 国立コンピューティング博物館
国立コンピューティング博物館（こくりつコンピューティングはくぶつかん、The National Museum of Computing (TNMOC)）は、イギリスにある歴史的なコンピュータの収集と復元に特化した博物館である。バッキンガムシャー州ミルトン・キーンズのブレッチリー・パークにある賃貸施設にて、2007年に開設された。博物館が入っている建物・ブロックHは、世界初の専用のコンピュータセンターであり、第二次世界大戦の終わりには暗号解読機Colossusが6台設置されていた。
博物館には、かつてここで使われていたMark 2 Colossusコンピュータを再構築したものが、ブレッチリー・パークで行われた最も複雑な暗号解読活動の展示や、1940年代から現在までのコンピューティングの発展の歴史を表す装置の例とともに公開されている。博物館には、展示品の機能を可能な限り復旧させるという方針がある。
国立コンピューティング博物館は、ブレッチリー・パークの構内にあるが、運営は独自の資金調達と個別の入場・発券を行う完全に独立したボランティア組織により行われている。TNMOCは公的資金を受け取っておらず、寄付に依存している。

## 展示品

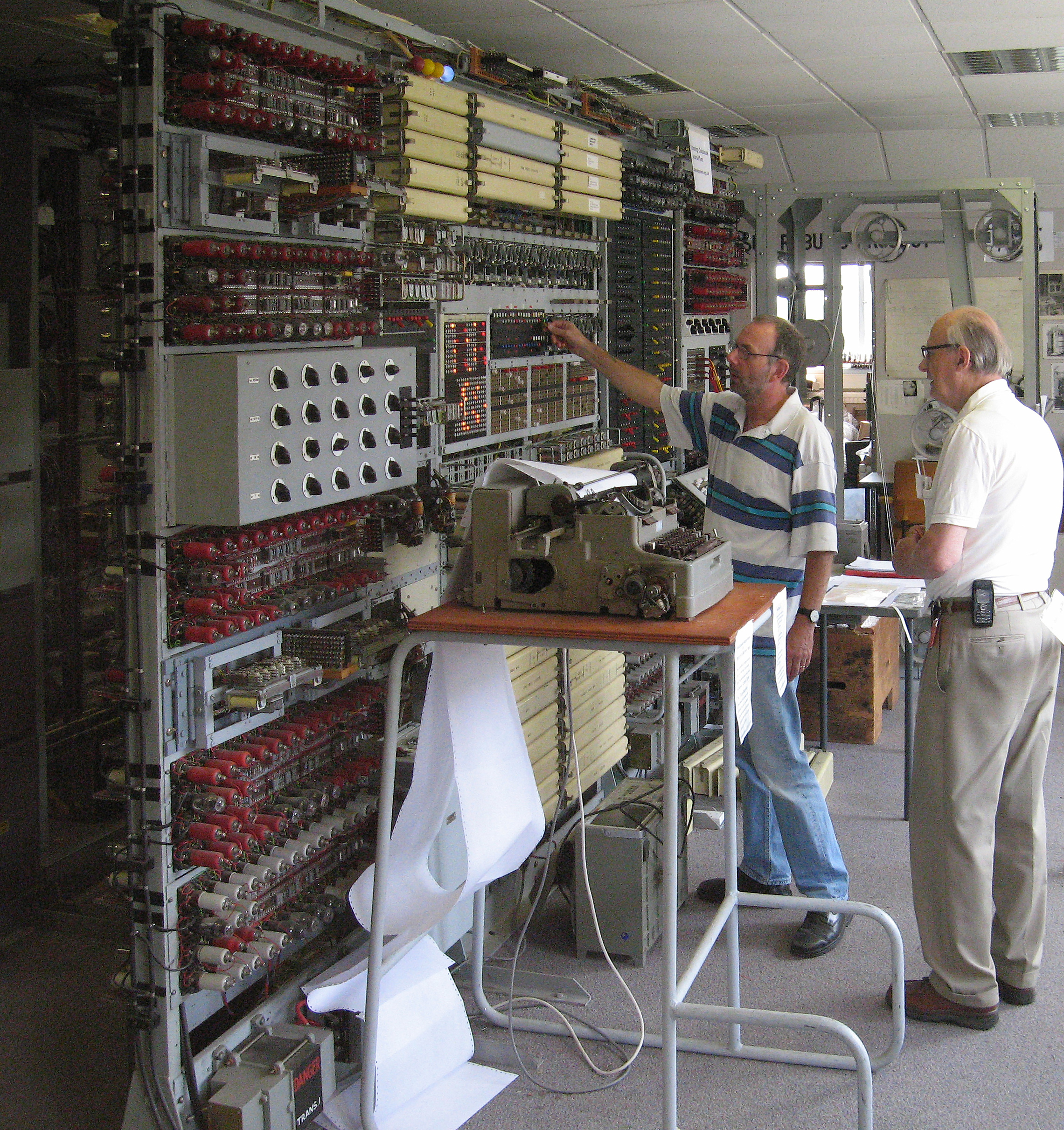
トニー・セールが率いるチームは、ブレッチリー・パークでColossus Mark 2を再構築した。この写真は、2006年に、完成した装置で暗号化されたメッセージの解読を行うのを監督しているセール（右）。

博物館には、トニー・セール率いるボランティアチームによって1993年から2008年にかけて再構築された完全動作するColossus Mark 2など、有名な初期のコンピュータが多く展示されている。Colossusは、第二次世界大戦中に敵の暗号を解読するのに使われた装置である。2018年からは、エニグマの解読に使われたボンブも博物館で展示されている。
博物館には、世界最古のデジタルコンピュータ（ハーウェル・コンピュータ、別名WITCH）の他、マルコーニTAC、Elliott 803・905などの1960年代の装置、1980年代のICL 2900メインフレーム、1960年代のIBM 1130、アナログ計算機、および実際に操作することのできるレトロコンピューティングに関する展示がある。また、ロンドン近郊にあったロンドンターミナルコントロールセンターのPDP-8・PDP-11ベースの航空交通管制システムなどの修復プロジェクトも行っている。その他の展示には、機械式・電子式の計算機、計算尺の歴史、クレイ・スーパーコンピュータ、パーソナルコンピュータのギャラリーがある。ケンブリッジ大学にあったEDSACコンピュータの再構築の様子も見ることができる（2019年5月現在進行中）。また、様々な時代のテレビゲーム機が展示され、実際に操作することもできる。

## 開館日・時間
開館時間は午前10時30分から午後5時までである。開館日は週6日で、ほとんどの学校・銀行休業日は開館している。火曜日・水曜日の午後2時と木曜日の午前10時30分にはガイド付きツアーがある。

## 資金調達
TNMOCは個人や企業からの寄付と入場料のみで運営されている。資金調達は継続しており、支援者にはブレッチリーパーク・キャピタルパートナーズ、富士通、Googleイギリス、CreateOnline、Ceravision、Insight software、PGPコーポレーション、IBM、NPL、HP研究所、英国コンピュータ協会(BCS)、Black Marble、ハートフォードシャー大学計算機科学部などがある。
博物館は、2018年3月にクラウドファンディングによりボンブの新しい展示室を建設するための資金を集めた。このキャンペーンでは、クラウドファンディングを通じて43,000ポンド以上、直接寄付により20,000ポンドを集めた。
博物館は、登録された慈善団体であるCodes and Ciphers Heritage Trustによって管理されており、従業員とボランティアのスタッフが所属している。「国立コンピューティング博物館」は運営上の名称である。